# أبو حفص البرمكي
عمر بن أحمد بن إبراهيم بن إسماعيل أبو حفص البرمكي (غير معروف – جمادى الأولى 387هـ / غير معروف – 997م) فقيه، ومحدث، ومن شيوخ المذهب الحنبلي، كان من الفقهاء الأعيان، حدث عن ابن مالك، والصواف، والحطبي. وصحب النجاد، وأبا بكر عبد العزيز، وعمر بن بدر المغازلي، وتوفي في جمادى الأولى سنة سبع وثمانين وثلاثمائة، ودفن بمقبرة الإمام أحمد.

## مصنفاته
- المجموع
- كتاب الصيام
- كتاب حكم الوالدين في مال والدهما
- شرح بعض مسائل الكوسج.[3]